# NISA Nation
NISA Nation è una lega calcistica maschile semiprofessionistica che opera negli Stati Uniti d'America come campionato di quarta divisione.
Il campionato, fondato nel 2020, è attivo dall'autunno 2021 ed è organizzato dalla lega professionistica di terzo livello della National Independent Soccer Association (NISA).

## Storia
Il 17 settembre 2020 la National Independent Soccer Association presentò ufficialmente il progetto NISA Nation, un nuovo campionato semiprofessionistico che, a differenza degli altri maggiori campionati amatoriali statunitensi, che invece competono in una stagione ridotta nei soli mesi estivi, avrebbe disputato una stagione completa. Lo scopo era quello di fungere da incubatrice per i club dilettantistici che aspirano a passare al professionismo e, allo stesso tempo, di mettere le fondamenta per un sistema aperto basato sulla meritocrazia e su un sistema di promozioni e retrocessioni con i campionati professionistici e con le divisioni dilettantistiche inferiori affiliate alla NISA.
Sebbene inizialmente l'esordio del nuovo campionato fosse previsto già nella prima metà del 2021, esso fu rimandato all'autunno dello stesso anno. A seguito dell'annuncio di Ron Patel come direttore della lega avvenuto il 21 luglio 2021, poco più di un mese dopo, il 25 agosto, la NISA Nation annunciò l'Atlantic City come il primo club membro del campionato, la cui stagione inaugurale si disputò a partire dal 18 settembre dello stesso anno con due regioni: la Northeast Region, formata da 6 squadre, e la Southwest Region, composta da 4 club.
Il 12 gennaio 2022 Jonathan Rednour successe a Ron Patel nel ruolo di direttore del campionato. Per la primavera dello stesso anno è previsto il debutto della Florida Region e della Pacific Region.

## Formato
Il campionato si svolge con la formula del girone all'italiana, con partite di andata e ritorno. Tre punti vengono assegnati per ogni vittoria, uno per ogni pareggio e zero per ogni sconfitta.
Al momento non è prevista l'incoronazione di un campione nazionale, pertanto vengono solamente assegnati i vari titoli regionali.

## Affiliazioni
NISA Nation, oltre a pianificare un sistema di promozione e retrocessioni con il campionato professionistico della NISA, ha intenzione di fare lo stesso anche con divisioni dilettantistiche inferiori; a questo scopo, la lega ha stretto degli accordi di affiliazione con 7 campionati amatoriali locali, Gulf Coast Premier League, Midwest Premier League, Eastern Premier Soccer League, Mountain Premier League, Southwest Premier League, Cascadia Premier League e Pioneer Premier League.

## Partecipanti

### Northeast Region
| Club                        | Città         | Stato         | Stadio                                 | Fondazione | Esordio |
| --------------------------- | ------------- | ------------- | -------------------------------------- | ---------- | ------- |
| Allentown United            | Allentown     | Pennsylvania  | Cedar Crest College                    | 2018       | 2022    |
| Atlantic City               | Atlantic City | New Jersey    | Annapolis Avenue Recreation Complex    | 2017       | 2021    |
| Bearfight @ Albion Delaware | Middletown    | Delaware      | Appoquinimink High School              | 2020       | 2021    |
| Boston Athletic             | Boston        | Massachusetts | da stabilire                           | 2005       | 2022    |
| New Amsterdam II            | New York      | New York      | Orlin & Cohen Sports Complex           | 2020       | 2021    |
| New Jersey Alliance         | Clifton       | New Jersey    | Montclair State University             | 2012       | 2021    |
| New Jersey Teamsterz        | Bayonne       | New Jersey    | Don Ahern Veterans Memorial Stadium    | 2017       | 2021    |
| New York Braveheart         | New York      | New York      | da stabilire                           | 2022       | 2022    |
| Northeast Rush              | Boston        | Massachusetts | da stabilire                           | 1975       | 2022    |
| Steel Pulse                 | Baltimora     | Maryland      | Blandair Regional Park West Playground | 2019       | 2022    |
| Union SC                    | Union         | New Jersey    | da stabilire                           | 1984       | 2022    |

### Southwest Region
| Club               | Città               | Stato      | Stadio                              | Fondazione | Esordio |
| ------------------ | ------------------- | ---------- | ----------------------------------- | ---------- | ------- |
| Capo FC            | San Juan Capistrano | California | Jserra Catholic High School         | 2006       | 2022    |
| Chula Vista        | Chula Vista         | California | Terra Nova Park                     | 1982       | 2021    |
| Golden State Force | Pomona              | California | Kellogg Stadium                     | 2015       | 2021    |
| Las Vegas Legends  | Las Vegas           | Nevada     | Peter Johann Memorial Field         | 2012       | 2021    |
| Oaks FC            | Thousend Oaks       | California | Moorpark High School                | 2022       | 2023    |
| Sporting ID11      | Lake Forest         | California | Lake Forest Sports Complex          | 2021       | 2022    |
| Valley Raiders     | Gilbert             | Arizona    | Mesquite High School Athletic Field | 2021       | 2022    |
| Valley United U23  | Phoenix             | Arizona    | GCU Stadium                         | 2020       | 2021    |

### Florida Region
| Club                | Città        | Stato   | Stadio                 | Fondazione | Esordio |
| ------------------- | ------------ | ------- | ---------------------- | ---------- | ------- |
| Deportivo Lake Mary | Lake Mary    | Florida | Lake Mary High School  | 2017       | 2022    |
| Inter United        | Davenport    | Florida | Bella Citta Blvd Field | 1997       | 2022    |
| Orlando Lions       | Orlando      | Florida | da stabilire           | 2021       | 2022    |
| Palm Beach Breakers | Palm Beach   | Florida | da stabilire           | 2018       | 2022    |
| Winter Haven United | Winter Haven | Florida | Feltrim Sports Village | 2016       | 2022    |

### Pacific Region
| Club                | Città         | Stato      | Stadio                     | Fondazione | Esordio |
| ------------------- | ------------- | ---------- | -------------------------- | ---------- | ------- |
| San Francisco Metro | San Francisco | California | Beach Chalet Fields        | 2017       | 2022    |
| AFC Solano          | Fairfield     | California | Armijo High School Stadium | 2020       | 2022    |

## Albo d'oro
Northeast Region
| Stagione  | Campione            | Secondo posto    | Terzo posto |
| --------- | ------------------- | ---------------- | ----------- |
| Fall 2021 | New Jersey Alliance | New Amsterdam II | Steel Pulse |

Southwest Region
| Stagione  | Campione           | Secondo posto     | Terzo posto |
| --------- | ------------------ | ----------------- | ----------- |
| Fall 2021 | Golden State Force | Las Vegas Legends | Chula Vista |